# Tiglieto
Tiglieto (en ligur Tilieto) és un comune italià, situat a la regió de la Ligúria i a la ciutat metropolitana de Gènova. El 2011 tenia 573 habitants. La seu de l'ajuntament es troba a la localitat de Casavecchia.

## Geografia
Situat a la vall d'Orba, a l'oest de Gènova, al cor dels Apenins Ligurs, en el límit amb les províncies deSavona i Alessandria, el comune compta amb una superfície de 24,54 km² i la frazione d'Acquabuona i les localitats d'Acquabianca, Casavecchia, Mogliole, San Gottardo i Vrigna. Limita amb les comunes de Campo Ligure, Gènova, Masone, Molare, Ponzone, Rossiglione, Sassello i Urbe.